# Grup Local

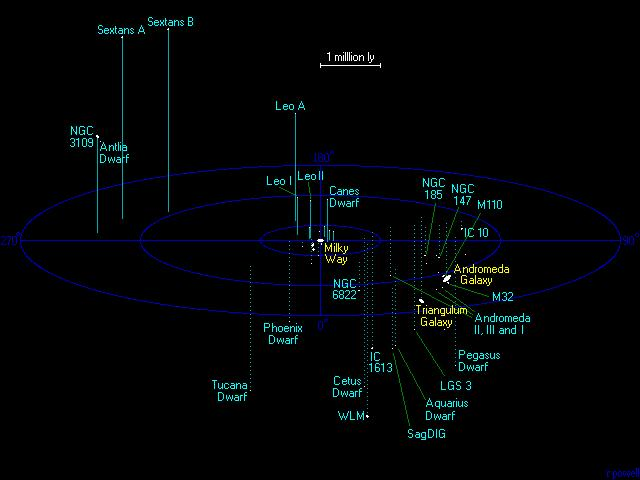
Esquema de la distribució d'algunes galàxies al Grup Local.

El Grup Local és el grup de galàxies unides gravitatòriament en el que està inclosa la Via Làctia, galàxia on es troba el sistema solar. El grup conté més de 30 galàxies i el seu centre de gravetat està situat en algun punt entre la Via Làctia i la Galàxia d'Andròmeda, que són les dues majors. El Grup Local ocupa una extensió aproximada d'uns 10 milions d'anys llum de diàmetre i forma part del supercúmul de Virgo.
En algunes ocasions, també són utilitzats els termes veïnat galàctic o veïnat còsmic. Dins del Grup Local es coneixen, com a mínim, tres sistemes amb una galàxia massiva que actua com a centre al volant de la qual orbiten altres galàxies més petites:
- Sistema d'Andròmeda

- Galàxia principal: galàxia d'Andròmeda (M31).
- Galàxies satèl·lit: M32, M110, NGC 147, NGC 185, Andròmeda I, Andròmeda II, Andròmeda III i Andròmeda IV.

- Sistema de la Via Làctia

- Galàxia principal: Via Làctia.
- Galàxies satèl·lit: nana de Sagitari, Gran Núvol de Magalhães, Petit Núvol de Magalhães, nana de l'Ossa Major, nana del Dragó, nana de la Quilla, nana del Sextant, nana de l'Escultor, nana del Forn, Lleó I, Lleó II i nana del Tucà.

- Sistema del Triangle

- Galàxia principal: galàxia del Triangle (M33).
- Galàxies satèl·lit: nana dels Peixos (LGS 3).

La Galàxia del Triangle (M33) és el tercer membre més gran del Grup Local, amb una massa d'aproximadament 5×1010 M☉ (1×1041 kg), i és la tercera galàxia espiral. No és clar si la Galàxia del Triangle és una companya de la Galàxia d'Andròmeda; les dues galàxies estan separades per 750.000 anys llum, i van experimentar un passatge pròxim fa 2-4 mil milions d'anys que va desencadenar la formació d'estrelles a través del disc de Andrómeda. La galàxia nana de Peixos és equidistant de la galàxia d' Andròmeda i la galàxia del Triangle, per la qual cosa pot ser un satèl·lit de qualsevol de les dues.
La pertinença de NGC 3109, amb les seves companyes Sextans A i la Nana d'Antlia, és incerta a causa de les distàncies extremes des del centre del Grup Local.
Els altres membres del grup estan probablement aïllats gravitacionalment d'aquests grans subgrups: IC 10, IC 1613, Nana de Fènix Galàxia Leo A, Nana del Tucà, Nana de la Balena, Nana de Pegàs, Wolf-Lundmark-Melotte, Galàxia Nana d'Aquari i Nana Irregular de Sagitari.

## Història
El terme "el grup local" va ser introduït per Edwin Hubble al capítol VI del seu llibre de 1936 The Realm of the Nebulae. Hi va descriure com "un petit grup típic de nebuloses que està aïllat en el camp general" i va delimitar, per la disminució de la lluminositat, els seus membres com M31, Via Làctia, M33, Gran Núvol de Magallanes, Núvol petit de Magallanes, M32, NGC 205, NGC 6822, NGC 185, IC 1613 i NGC 147. També va identificar IC 10 com una possible part del Grup Local.

## El futur del Grup Local
S'ha observat que Andròmeda i la nostra galàxia s'apropen ràpidament a una velocitat d'uns 500.000 km/h, amb un alt risc de col·lisió dins d'uns 3.000 o 5.000 milions d'anys, segons la massa exacta d'ambdues galàxies. Les conseqüències d'un xoc d'aquest tipus són incertes però es creu que, o bé podrien fusionar-se per formar una galàxia el·líptica, o bé es travessarien arrencant-se material una a l'altra. Sigui com sigui, si hi ha col·lisió la forma actual d'ambdues galàxies canviarà per sempre. Pel que respecta al futur del Grup Local globalment, aquest podria quedar integrat al cúmul de Virgo. Aquest cúmul està situat al centre del supercúmul de Virgo.

## Galàxies del Grup Local
| Nom                                                            | Tipus                 | Constel·lació         | Notes |
| Galàxies espirals                                              | Galàxies espirals     | Galàxies espirals     | Galàxies espirals |
| -------------------------------------------------------------- | --------------------- | --------------------- | --- |
| Galàxia d'Andròmeda (M31, NGC 224)                             | SAb                   | Andròmeda             | La galàxia més gran del grup Diàmetre (D25 isòfota): 152.000 anys llum Massa: (1,5±0,5)×1012 M☉ Nombre d'estrelles: ca. 1012.                                                               |
| Via Làctia                                                     | SBbc                  | Sagitari (centre)     | Segona galàxia més gran del grup, que pot ser o no la galàxia més massiva del grup. Diàmetre (D25 isòfota): 87.400 anys llum Massa: (1,54±0,1)×1012 M☉ Nombre d'estrelles: (2,5±1,5)×1011.  |
| Galàxia del Triangle (M33, NGC 598)                            | SAcd                  | Triangle              | La tercera galàxia espiral més gran, única sense barreres i possible satèl·lit de la galàxia d'Andròmeda. Diàmetre (D25 isòfota): 60.000 anys llum Massa: 5×10 M☉ Nombre d'estrelles: 4×10. |
| Galàxies espirals de Magallanes                                |                       |                       | |
| Gran núvol de Magallanes (LMC, Nana de l'Orada)                | Irr/SB(s)m            | Orada                 | Quart membre més gran del grup, satèl·lit de la Via Làctia i única galàxia espiral de Magallanes al grup local Massa: 1×10 M☉ Diàmetre (D25 isòfota): 32.200 anys llum                      |
| NGC 3109 (Galàxia Antlia Sextans l)                            | SB(s)m                | Hidra Femella         | Membre del Grup Antlia-Sextans |
| Galàxies el·líptiques                                          |                       |                       | |
| M32 (NGC 221, Nana d'Andròmeda)                                | cE2                   | Andròmeda             | El satèl·lit de la galàxia d'Andròmeda, mostra signes d'un forat negre supermassiu |
| Galàxies irregulars                                            |                       |                       | |
| Wolf–Lundmark–Melotte (WLM, DDO 221)                           | Ir+                   | Balena                | Mida possible entre Núvol de Magallanes petit i Núvol de Magallanes gran |
| IC 10 (Cascopea IV, PGC 4774942-40+4)                          | KBm or Ir+            | Cassiopea             | Única galàxia d'esclat coneguda al Grup Local |
| Petit Núvol de Magallanes (SMC, NGC 292, galàxia de Tucà)      | SB(s)m pec            | Tucà                  | Satèl·lit de la Via Làctia, la sisena galàxia més gran del grup local amb massa: 7 × 109 M☉                                                                                                 |
| Nana dels Peixos (LGS3,Nana irregular de Peixos I)             | Irr                   | Peixos                | Possible satèl·lit de la galàxia del Triangle |
| IC 1613 (UGC 668, UGCA 47954)                                  | IAB(s)m V             | Balena                | |
| Nana del Fènix (Nana del Fènix I)                              | Irr                   | Fènix                 | |
| Leo A (Leo III, PCA QA JO74974)                                | IBm V                 | Lleó                  | |
| Nana d'Aquari (DDO 210, Aquarius I, ESO 497-4054.4591 G)       | IB(s)m                | Aquari                | Distància de 3,2 milions d'anys llum. Bastant aïllat a l'espai, pertinença al Grup Local establert el 1999.                                                                                 |
| SagDIG (Galàxia nana irregular de Sagitari, Sagittarius II)    | IB(s)m V              | Sagitari              | Es creu que el membre més allunyat del baricentre es troba al Grup Local. |
| NGC 6822 (la galàxia de Barnard, AO 4797)                      | IB(s)m IV-V           | Sagitari              | |
| Nana del Pegàs (Nana irregular de Pegàs, DDO 216)              | Irr                   | Pegàs                 | |
| UGC 4879 (VV124)                                               | IAm                   | Ossa Major            | Una de les galàxies més aïllades del Grup Local. Situat a la vora del Grup Local. |
| Sextans A (UGCA 205, AO 4977)                                  | Ir+V                  | Sextant               | Membre del Grup Antlia-Sextans |
| Sextans B (UGC 5373, QRT 947748)                               | Ir+IV-V               | Sextant               | Membre del Grup Antlia-Sextans |
| Leo P (AGC 19470059)                                           | Irr                   | Lleó                  | Membre del Grup Antlia-Sextans, metal·licitat extraordinàriament baixa (Z = 0.03ZMW) |
| AGC 198606 (Leo VI)                                            | Irr?                  | Lleó                  | Galàxia nana ultra tènue rica en gas |
| AGC 215417(Leo VII)                                            | Irr?                  | Lleó                  | Galàxia nana ultra tènue rica en gas |
| AGC 219656                                                     | Irr?                  | Lleó                  | Galàxia nana ultra tènue rica en gas |
| AGC 249525                                                     | Irr?                  | Bover                 | Galàxia nana ultra tènue rica en gas, situat a la vora del Grup Local |
| AGC 268069                                                     | Irr?                  | Serpent               | Galàxia nana ultra tènue rica en gas |
| Galàxies el·líptiques nanes                                    |                       |                       | |
| M110 (NGC 205, Andròmeda XXXV)                                 | dE6p                  | Andròmeda             | Satèl·lit de la galàxia d'Andròmeda i 5a galàxia més gran amb una massa de 9,3 mil milions de masses solars.                                                                                |
| NGC 147 (DDO 3)                                                | dE5 pec               | Cassiopea             | Satèl·lit de la galàxia d'Andròmeda |
| Galàxies esferoïdals nanes                                     |                       |                       | |
| Boötes I (DDO 9774998.074÷×47)                                 | dSph                  | Bover                 | Satèl·lit de la Via Làctia |
| Nana de la Balena                                              | dSph/E4               | Balena                | 3,4 milions d'anys llum de distància mida: 999 anys llum |
| Nana dels Llebrers I i Nana dels Llebrers II                   | dSph                  | Llebrers              | Satèl·lits de la Via Làctia |
| Andròmeda III                                                  | dE2                   | Andròmeda             | Satèl·lit de la galàxia d'Andròmeda |
| NGC 185                                                        | dE3 pec               | Cassiopea             | Satèl·lit de la galàxia d'Andròmeda |
| Andròmeda I                                                    | dE3 pec               | Andròmeda             | Satèl·lit de la galàxia d'Andròmeda |
| Nana de l'Escultor (E351-G30)                                  | dE3                   | Escultor              | Satèl·lit de la Via Làctia |
| Andròmeda V (UKS 4977-94)                                      | dSph                  | Andròmeda             | Satèl·lit de la galàxia d'Andròmeda |
| Andròmeda II (NCA 14)                                          | dE0                   | Andròmeda             | Satèl·lit de la galàxia d'Andròmeda |
| Nana del Forn (E356-G04)                                       | dSph/E2               | Forn                  | Satèl·lit de la Via Làctia |
| Nana de la Quilla (E206-G220)                                  | dE3                   | Quilla                | Satèl·lit de la Via Làctia |
| Lleó I (DDO 74)                                                | dE3                   | Lleó                  | Satèl·lit de la Via Làctia |
| Nana esferoidal del Sextant (Sextans 1)                        | dE3                   | Sextant               | Satèl·lit de la Via Làctia |
| Lleó II (Leo B)                                                | dE0 pec               | Lleó                  | Satèl·lit de la Via Làctia |
| Nana de l'Ossa Menor (NCA 47-49)                               | dE4                   | Ossa Menor            | Satèl·lit de la Via Làctia |
| Nana del Dragó (DDO 208)                                       | dE0 pec               | Dragó                 | Satèl·lit de la Via Làctia |
| SagDSG (Galàxia nana esferoïdal de Sagitari)                   | dSph/E7               | Sagitari              | Satèl·lit de la Via Làctia |
| Nana del Tucà                                                  | dE5                   | Tucà                  | 3,2 milions d'anys llum de distància |
| Nana de Cassiopea (Andròmeda VII, NCA 4)                       | dSph                  | Cassiopea             | Satèl·lit de la galàxia d'Andròmeda |
| Galàxia nana esferoïdal de Pegàs (Andròmeda VI)                | dSph                  | Pegàs                 | Satèl·lit de la galàxia d'Andròmeda |
| Nana de l'Ossa Major I                                         | dSph                  | Ossa Major            | Satèl·lit de la Via Làctia |
| Nana de l'Ossa Major II                                        | dSph                  | Ossa Major            | Satèl·lit de la Via Làctia |
| Nana de l'Ossa Major III                                       | dSph                  | Ossa Major            | Satèl·lit de la Via Làctia |
| Lleó IV                                                        | dSph                  | Lleó                  | Satèl·lit de la Via Làctia |
| Lleó V                                                         | dSph                  | Lleó                  | Satèl·lit de la Via Làctia |
| Lleó T                                                         | dSph/Irr              | Lleó                  | Satèl·lit de la Via Làctia |
| Boötes II                                                      | dSph                  | Bover                 | Satèl·lit de la Via Làctia |
| Boötes III (NCA 4.9)                                           | dSph                  | Bover                 | Satèl·lit de la Via Làctia, Bootes lll probablement va formar tant el corrent Bootes Ill com el corrent estel·lar de Monosoros                                                              |
| Boötes IV                                                      | dSph                  | Bover                 | Satèl·lit de la Via Làctia |
| Nana de Coma                                                   | dSph                  | Cabellera de Berenice | Satèl·lit de la Via Làctia |
| Segue 2 (Nana d'Àries, NCA 429)                                | dSph                  | Àries                 | Satèl·lit de la Via Làctia mida: 220 anys llum Nombre d'estrelles:≈1000 |
| Nana d'Hèrcules (NCA 4977429)                                  | dSph                  | Hèrcules              | Satèl·lit de la Via Làctia |
| Nana dels Peixos II                                            | dSph                  | Peixos                | Satèl·lit de la Via Làctia |
| Reticulum II                                                   | dSph                  | Reticle               | Satèl·lit de la Via Làctia |
| Reticulum III                                                  | dSph                  | Reticle               | Satèl·lit de la Via Làctia |
| Eridanus II                                                    | dSph                  | Eridà                 | Probablement satèl·lit de la Via Làctia |
| Grus I                                                         | dSph                  | Grua                  | Satèl·lit de la Via Làctia |
| Grus II                                                        | dSph                  | Grua                  | Satèl·lit de la Via Làctia |
| Tucana II                                                      | dSph                  | Tucà                  | Satèl·lit de la Via Làctia |
| Hydrus I (Galàxia nana esferoïdal de l'Hidra Mascle)           | dSph                  | Hidra Mascle          | Satèl·lit de la Via Làctia |
| Draco II                                                       | dSph                  | Dragó                 | Satèl·lit de la Via Làctia |
| Carina III                                                     | dSph                  | Quilla                | Satèl·lit de la Via Làctia |
| Triangulum II (Laevens 2)                                      | dSph                  | Triangle              | Satèl·lit de la Via Làctia |
| Carina II                                                      | dSph                  | Quilla                | Satèl·lit de la Via Làctia |
| Pictor II                                                      | dSph                  | Pintor                | Satèl·lit de la Via Làctia |
| Horologium II                                                  | dSph                  | Rellotge              | Satèl·lit de la Via Làctia |
| Virgo I                                                        | dSph                  | Verge                 | Satèl·lit de la Via Làctia |
| Virgo III                                                      | dSph?                 | Verge                 | Satèl·lit de la Via Làctia |
| Sextans II                                                     | dSph?                 | Sextant               | Satèl·lit de la Via Làctia |
| Aquarius II                                                    | dSph                  | Aquari                | Satèl·lit de la Via Làctia |
| Aquarius III                                                   | dSph?                 | Aquari                | Satèl·lit de la Via Làctia |
| Crater II                                                      | dSph                  | Copa                  | Satèl·lit de la Via Làctia |
| Hydra II                                                       | dSph                  | Hidra                 | Satèl·lit de la Via Làctia |
| Antlia II                                                      | dSph                  | Màquina Pneumàtica    | Satèl·lit de la Via Làctia |
| Pegasus III                                                    | dSph                  | Pegàs                 | Satèl·lit de la Via Làctia |
| Pegasus IV                                                     | dSph                  | Pegàs                 | Satèl·lit de la Via Làctia |
| Pegasus W                                                      | dSph                  | Pegàs                 | Formació estel·lar recent, encara podria estar en formació estel·lar |
| Cetus III                                                      | dSph                  | Cetus                 | Satèl·lit de la Via Làctia |
| Lleó K                                                         | dSph?                 | Lleó                  | Satèl·lit de la Via Làctia |
| Lleó M                                                         | dSph?                 | Lleó                  | Satèl·lit de la Via Làctia |
| Lleó VI                                                        | dSph                  | Lleó                  | Satèl·lit de la Via Làctia |
| Leo Minor I                                                    | dSph?                 | Lleó Menor            | Satèl·lit de la Via Làctia |
| Boötes V                                                       | dSph?                 | Bover                 | Satèl·lit de la Via Làctia |
| Virgo II                                                       | dSph?                 | Verge                 | Satèl·lit de la Via Làctia |
| Tucana B                                                       | dSph                  | Tucà                  | [ 25 ] |
| DES 1                                                          | dE                    | Perseu                | Satèl·lit de la Via Làctia |
| Nana de la Màquina Pneumàtica                                  | dE3/dSph/Irr?         | Màquina Pneumàtica    | Membre del Grup Antlia-Sextans |
| Andròmeda IX                                                   | dSph                  | Andròmeda             | Satèl·lit de la galàxia d'Andròmeda |
| Andròmeda X                                                    | dSph                  | Andròmeda             | Satèl·lit de la galàxia d'Andròmeda |
| Andròmeda XI                                                   | dSph                  | Andròmeda             | Satèl·lit de la galàxia d'Andròmeda |
| Andròmeda XII                                                  | dSph                  | Andròmeda             | Possible satèl·lit de la galàxia d'Andròmeda |
| Andròmeda XIII (Pisces III)                                    | dSph                  | Andròmeda             | Satèl·lit de la galàxia d'Andròmeda |
| Andròmeda XIV (Pisces IV)                                      | dSph                  | Peixos                | Possible satèl·lit de la galàxia d'Andròmeda |
| Andròmeda XV                                                   | dSph                  | Andròmeda             | Satèl·lit de la galàxia d'Andròmeda |
| Andròmeda XVII                                                 | dSph                  | Andròmeda             | Satèl·lit de la galàxia d'Andròmeda |
| Andròmeda XIX                                                  | dSph                  | Andròmeda             | Satèl·lit de la galàxia d'Andròmeda |
| Andròmeda XX                                                   | dSph                  | Andròmeda             | Satèl·lit de la galàxia d'Andròmeda |
| Andròmeda XXI                                                  | dSph                  | Andròmeda             | Satèl·lit de la galàxia d'Andròmeda |
| Andròmeda XXII                                                 | dSph                  | Peixos                | Possible satèl·lit de la Galàxia del Triangle |
| Andròmeda XXIII                                                | dSph                  | Andròmeda             | Satèl·lit de la galàxia d'Andròmeda |
| Andròmeda XXIV                                                 | dSph                  | Andròmeda             | Satèl·lit de la galàxia d'Andròmeda |
| Andròmeda XXV                                                  | dSph                  | Andròmeda             | Satèl·lit de la galàxia d'Andròmeda |
| Andròmeda XXVI                                                 | dSph                  | Andròmeda             | Satèl·lit de la galàxia d'Andròmeda |
| Andròmeda XXVII                                                | dSph                  | Andròmeda             | Satèl·lit de la galàxia d'Andròmeda, amb pertorbació de marea |
| Andròmeda XXIX                                                 | dSph                  | Pegàs                 | Satèl·lit de la galàxia d'Andròmeda |
| Andròmeda XXX (Cassiopeia II)                                  | dSph?                 | Cassiopea             | Satèl·lit de la galàxia d'Andròmeda |
| Andròmeda XXXI (Lacerta I)                                     | dSph?                 | Llangardaix           | Satèl·lit de la galàxia d'Andròmeda |
| Andròmeda XXXII (Cassiopeia III)                               | dSph?                 | Cassiopea             | Satèl·lit de la galàxia d'Andròmeda |
| Andròmeda XXXIV (Pegasus V)                                    | dSph                  | Pegàs                 | Satèl·lit de la galàxia d'Andròmeda |
| Andròmeda XVI (Pisces V)                                       | dSph                  | Peixos                | Possible satèl·lit de la galàxia d'Andròmeda |
| Andròmeda XXVIII                                               | dSph?                 | Pegàs                 | Possible satèl·lit de la galàxia d'Andròmeda |
| Andròmeda XXXIII (Perseus I)                                   | dSph?                 | Perseu                | Possible satèl·lit de la galàxia d'Andròmeda |
| Andròmeda XVIII                                                | dSph                  | Andròmeda             | |
| Centaurus I                                                    | dSph                  | Centaure              | Satèl·lit de la galàxia de la Via Làctia |
| Pisces VII (Triangulum III)                                    | dSph?                 | Peixos                | Candidat, possible satèl·lit de la Galàxia del Triangle |
| Identificació sense precisar                                   |                       |                       | |
| Corrent estel·lar de la Verge                                  | dSph (romanent)?      | Verge                 | En procés de fusió amb la Via Làctia |
| Nana del Ca Major                                              | Irr?                  | Ca Major              | Possiblement una galàxia nana en procés de fusió amb la Via Làctia |
| Hydra 1                                                        |                       | Hidra                 | Possiblement una galàxia nana en procés de fusió amb la Via Làctia |
| Tucana III                                                     | dSph o cúmul?         | Tucà                  | Satèl·lit de la galàxia de la Via Làctia, amb pertorbació de marea |
| Tucana IV                                                      | dSph o cúmul?         | Tucà                  | Satèl·lit de la galàxia de la Via Làctia |
| Tucana V                                                       | dSph o cúmul?         | Tucà                  | Possiblement inexistent |
| Columba I                                                      | dSph o cúmul?         | Coloma                | Satèl·lit de la galàxia de la Via Làctia |
| Segue 1                                                        | dSph o cúmul globular | Lleó                  | Satèl·lit de la galàxia de la Via Làctia |
| Cetus II                                                       |                       | Balena                | Probablement part del corrent de marea de Sagitari |
| Willman 1                                                      | dSph o cúmul globular | Ossa Major            | A 147.000 anys llum de distància |
| Horologium I                                                   | dSph o Cúmul globular | Rellotge              | Satèl·lit de la galàxia de la Via Làctia. No s'ha de confondre amb el Supercúmul del Rellotge.                                                                                              |
| Pictoris                                                       | dSph o Cúmul globular | Pintor                | Satèl·lit de la galàxia de la Via Làctia |
| Phoenix II                                                     | dSph o Cúmul globular | Fènix                 | Satèl·lit de la galàxia de la Via Làctia |
| Indus I (Kim 2, Nana de l'Indi)                                | dSph o Cúmul globular | Indi                  | Satèl·lit de la galàxia de la Via Làctia |
| Eridanus III                                                   | dSph o Cúmul globular | Eridà                 | Satèl·lit de la galàxia de la Via Làctia o SMC |
| Sagittarius II                                                 | dSph o Cúmul globular | Sagitari              | Satèl·lit de la galàxia de la Via Làctia |
| Andròmeda VIII (Galàxia serpent Adsant-40-7)                   | dSph?                 | Andròmeda             | Satèl·lit de la galàxia d'Andròmeda, amb pertorbació de marea |
| Antlia B                                                       |                       | Màquina Pneumàtica    | Membre del Grup Antlia-Sextans |
| Probablement no en formen part                                 |                       |                       | |
| Andròmeda IV                                                   | Irr                   | Andròmeda             | Un cop considerat associat a M31. Ara se sap que la seva distància és de 22 a 24 milions d'anys llum (no a prop de la galàxia d'Andròmeda).                                                 |
| GR 8 (DDO 155)                                                 | Im V                  | Verge                 | Distància de 7,9 milions d'anys llum |
| IC 5152 (Indus III)                                            | IAB(s)m IV            | Indi                  | Distància de 5,8 milions d'anys llum, possiblement un membre fora del grup local |
| NGC 300                                                        | SA(s)d                | Escultor              | Distància de 6,07 milions d'anys llum |
| NGC 55                                                         | SB(s)m                | Escultor              | Distància de 6.5 milions d'anys llum |
| NGC 404 (M111)                                                 | E0 or SA(s)0−         | Andròmeda             | Distància de 10 milions d'anys llum |
| NGC 1569 (IC 49447)                                            | Irp+ III-IV           | Girafa                | En el grup de galàxies de IC 342. Distància d'11 milions d'anys llum |
| NGC 1560 (IC 2062)                                             | Sd                    | Girafa                | Distància de 8-12 milions d'anys llum |
| Camelopardalis A                                               | Irr                   | Girafa                | Distància 12 milions d'anys llum |
| Nana d'Argo                                                    | Irr                   | Quilla                | 7,1 milions d'anys llum de distància |
| ESO 347-8 (2318–42, PGC 475744)                                | Irr                   | Grua                  | A 9 milions d'anys llum de distància bastant aïllats fins a milions d'anys llum lluny de la galàxia                                                                                         |
| UKS 2323-326 (ESO 407-18)                                      | Irr                   | Escultor              | Distància 7,2 milions d'anys llum |
| UGC 9128 (DDO 187)                                             | Irp+                  | Bover                 | 7 milions d'anys llum de distància |
| KKs 3 (Hydrus II)                                              | dSph                  | Hidra Mascle          | Distància de 5,2 milions d'anys llum |
| Objectes del Grup local que ja no es reconeixen com a galàxies |                       |                       | |
| Palomar 12 (Nana del Capricorn)                                | dSphr                 | Capricorn             | Cúmul globular abans classificat com una galàxia nana esferoïdal |
| Palomar 4 (Nana de l'Ossa Major)                               | d Sphr                | Ossa Major            | Cúmul globular antigament classificat com una galàxia nana esferoïdal |
| Palomar 5 (Serpens Dwarf)                                      |                       | Serpent               | Cúmul globular antigament classificat com una galàxia nana esferoïdal |
| Palomar 3 (Sextans C)                                          |                       | Escultor              | Cúmul globular antigament classificat com una galàxia nana esferoïdal |
| Segue 3                                                        |                       | Pegàs                 | Cúmul globular antigament classificat com una galàxia nana esferoïdal |
| Laevens 1 (Nana de la Copa)                                    |                       | Copa                  | Cúmul globular antigament classificat com una galàxia nana esferoïdal |
| DES J2038-4609 (Indus II)                                      |                       | Indi                  | Probablement una alineació casual d'estrelles |
| Nom                                                            | Tipus                 | Constel·lació         | Notes |